# فرودگاه منطقه‌ای ماونت پلزنت (کارولینای جنوبی)
فرودگاه منطقه‌ای ماونت پلزنت (کارولینای جنوبی) (به انگلیسی: Mount Pleasant Regional Airport (South Carolina)) (به زبان بومی: Faison Field) یک فرودگاه همگانی بهره‌برداری هوایی است که یک باند فرود آسفالت دارد و طول باند آن ۱۱۲۸ متر است. این فرودگاه در کشور ایالات متحده آمریکا قرار دارد و در ارتفاع ۴ متری از سطح دریا واقع شده‌است.